# Campionat Costa
El campionat Costa fou una competició esportiva professional disputada per equips de la zona de Guayaquil. Es disputà entre 1951 i 1967, substituint l'antic campionat amateur de Guayas. Amb la desaparició del campionat, els clubs professionals de la regió disputaren exclusivament el campionat equatorià de futbol.

## Historial
Font:
- 1951: Río Guayas (1)
- 1952: Norte América (1)
- 1953: UD Valdez (1)
- 1954: UD Valdez (2)
- 1955: Barcelona (1)
- 1956: Emelec (1)
- 1957: Emelec (2)
- 1958: Patria (1)
- 1959: Patria (2)
- 1960: Everest (1)
- 1961: Barcelona (2)
- 1962: Emelec (3)
- 1963: Barcelona (3)
- 1964: Emelec (4)
- 1965: Barcelona (4)
- 1966: Emelec (5)
- 1967: Barcelona (5)